# Сандрі (Альберта)
Сандрі (англ. Sundre) — містечко в Канаді, у провінції Альберта, у складі муніципального району Маунтін-В'ю.

## Населення
За даними перепису 2016 року, містечко нараховувало 2729 осіб, показавши зростання на 4,6%, порівняно з 2011-м роком. Середня густина населення становила 245,6 осіб/км².
З офіційних мов обидвома одночасно володіли 70 жителів, тільки англійською — 2 625, а 5 — жодною з них. Усього 160 осіб вважали рідною мовою не одну з офіційних, з них 5 — українську.
Працездатне населення становило 1 305 осіб (62% усього населення), рівень безробіття — 12,6% (15,2% серед чоловіків та 9,4% серед жінок). 84,7% осіб були найманими працівниками, а 14,6% — самозайнятими.
Середній дохід на особу становив $48 196 (медіана $34 176), при цьому для чоловіків — $62 781, а для жінок $33 525 (медіани — $53 376 та $24 608 відповідно).
31,6% мешканців мали закінчену шкільну освіту, не мали закінченої шкільної освіти — 24,7%, 43,5% мали післяшкільну освіту, з яких 18,6% мали диплом бакалавра, або вищий, 10 осіб мали вчений ступінь.
| Статево-вікова структура населення | Статево-вікова структура населення | Статево-вікова структура населення | Статево-вікова структура населення | Статево-вікова структура населення |
| ---------------------------------- | ---------------------------------- | ---------------------------------- | ---------------------------------- | ---------------------------------- |
|                                    |                                    |                                    |                                    |                                    |
| Всього                             | Всього                             | 48,2%51,8%                         |                                    |                                    |
| 0 — 14 років                       | 0 — 14 років                       |                                    | 16,8%                              | 16,8%                              |
| 15 — 64 років                      | 15 — 64 років                      |                                    | 59,4%                              | 59,4%                              |
| 65 і більше                        | 65 і більше                        |                                    | 23,8%                              | 23,8%                              |
| 85 і більше                        | 85 і більше                        |                                    | 3,5%                               | 3,5%                               |
| Середній вік (років)               | Середній вік (років)               | 41,545,7                           | 43,7                               | 43,7                               |
| Медіана (років)                    | Медіана (років)                    | 41,946,7                           | 44,9                               | 44,9                               |
| — чоловіки — жінки                 |                                    |                                    |                                    |                                    |

| Походження мешканців:     | Походження мешканців:     | Походження мешканців: | Походження мешканців: | Походження мешканців: |
| ------------------------- | ------------------------- | --------------------- | --------------------- | --------------------- |
| Походження                |                           |                       | осіб                  | %                     |
| Корінні американці        | Корінні американці        |                       | 190                   | 6.96%                 |
| Інше північноамериканське | Інше північноамериканське |                       | 805                   | 29.5%                 |
| Європейське               | Європейське               |                       | 1 920                 | 70.36%                |
| британське                | британське                |                       | 1 450                 | 53.13%                |
| французьке                | французьке                |                       | 180                   | 6.6%                  |
| українське                | українське                |                       | 190                   | 6.96%                 |
| Латинськоамериканське     | Латинськоамериканське     |                       | 10                    | 0.37%                 |
| Азійське                  | Азійське                  |                       | 125                   | 4.58%                 |
| Океанійське               | Океанійське               |                       | 10                    | 0.37%                 |

| Зайнятість населення за галузями (за класифікацією NOC): | Зайнятість населення за галузями (за класифікацією NOC): | Зайнятість населення за галузями (за класифікацією NOC): | Зайнятість населення за галузями (за класифікацією NOC): | Зайнятість населення за галузями (за класифікацією NOC): |
| -------------------------------------------------------- | -------------------------------------------------------- | -------------------------------------------------------- | -------------------------------------------------------- | -------------------------------------------------------- |
|                                                          |                                                          |                                                          |                                                          |                                                          |
| Управління                                               | Управління                                               |                                                          | 8,9%                                                     | 8,9%                                                     |
| Бізнес, фінанси та адміністрування                       | Бізнес, фінанси та адміністрування                       |                                                          | 13,1%                                                    | 13,1%                                                    |
| Природничі та прикладні науки                            | Природничі та прикладні науки                            |                                                          | 3,9%                                                     | 3,9%                                                     |
| Охорона здоров'я                                         | Охорона здоров'я                                         |                                                          | 3,1%                                                     | 3,1%                                                     |
| Освіта, правозахист, муніципальні та урядові служби      | Освіта, правозахист, муніципальні та урядові служби      |                                                          | 5,8%                                                     | 5,8%                                                     |
| Мистецтво, культура, відпочинок та спорт                 | Мистецтво, культура, відпочинок та спорт                 |                                                          | 1,9%                                                     | 1,9%                                                     |
| Роздрібна торгівля та послуги                            | Роздрібна торгівля та послуги                            |                                                          | 23,9%                                                    | 23,9%                                                    |
| Гуртова торгівля, транспорт та обладнання                | Гуртова торгівля, транспорт та обладнання                |                                                          | 26,3%                                                    | 26,3%                                                    |
| Природні ресурси, сільське господарство                  | Природні ресурси, сільське господарство                  |                                                          | 6,9%                                                     | 6,9%                                                     |
| Виробництво                                              | Виробництво                                              |                                                          | 5,4%                                                     | 5,4%                                                     |

## Клімат
Середня річна температура становить 2,7°C, середня максимальна – 21,5°C, а середня мінімальна – -18,3°C. Середня річна кількість опадів – 524 мм.
| Клімат поселення                              | Клімат поселення | Клімат поселення | Клімат поселення | Клімат поселення | Клімат поселення | Клімат поселення | Клімат поселення | Клімат поселення | Клімат поселення | Клімат поселення | Клімат поселення | Клімат поселення | Клімат поселення |
| Показник                                      | Січ.             | Лют.             | Бер.             | Квіт.            | Трав.            | Черв.            | Лип.             | Серп.            | Вер.             | Жовт.            | Лист.            | Груд.            |                  |
| Середній максимум, °C                         | −4,15            | −1,03            | 3,65             | 10,19            | 15,56            | 19,46            | 21,52            | 21,36            | 16,36            | 11,34            | 2,87             | −2,38            |                  |
| Середня температура, °C                       | −11,22           | −8,11            | −3,42            | 3,12             | 8,50             | 12,38            | 14,76            | 14,61            | 9,62             | 4,60             | −3,87            | −9,12            |                  |
| Середній мінімум, °C                          | −18,3            | −15,17           | −10,5            | −3,95            | 1,42             | 5,31             | 8,04             | 7,87             | 2,90             | −2,13            | −10,61           | −15,85           |                  |
| Норма опадів, мм                              | 16               | 15               | 27               | 33               | 63               | 95               | 87               | 74               | 59               | 22               | 19               | 14               |                  |
| Середньомісячна швидкість вітру, м/с          | 3.02             | 3.00             | 3.23             | 3.40             | 3.30             | 3.18             | 2.88             | 2.70             | 2.90             | 3.13             | 3.12             | 3.00             |                  |
| Середньомісячна сонячна радіація, кДж/м²·день | 3896             | 7397             | 12299            | 16990            | 20458            | 21720            | 22627            | 19158            | 13253            | 7998             | 4122             | 2936             |                  |
| --------------------------------------------- | ---------------- | ---------------- | ---------------- | ---------------- | ---------------- | ---------------- | ---------------- | ---------------- | ---------------- | ---------------- | ---------------- | ---------------- | ---------------- |
| Джерело:                                      |                  |                  |                  |                  |                  |                  |                  |                  |                  |                  |                  |                  |                  |